# Carl Ninck

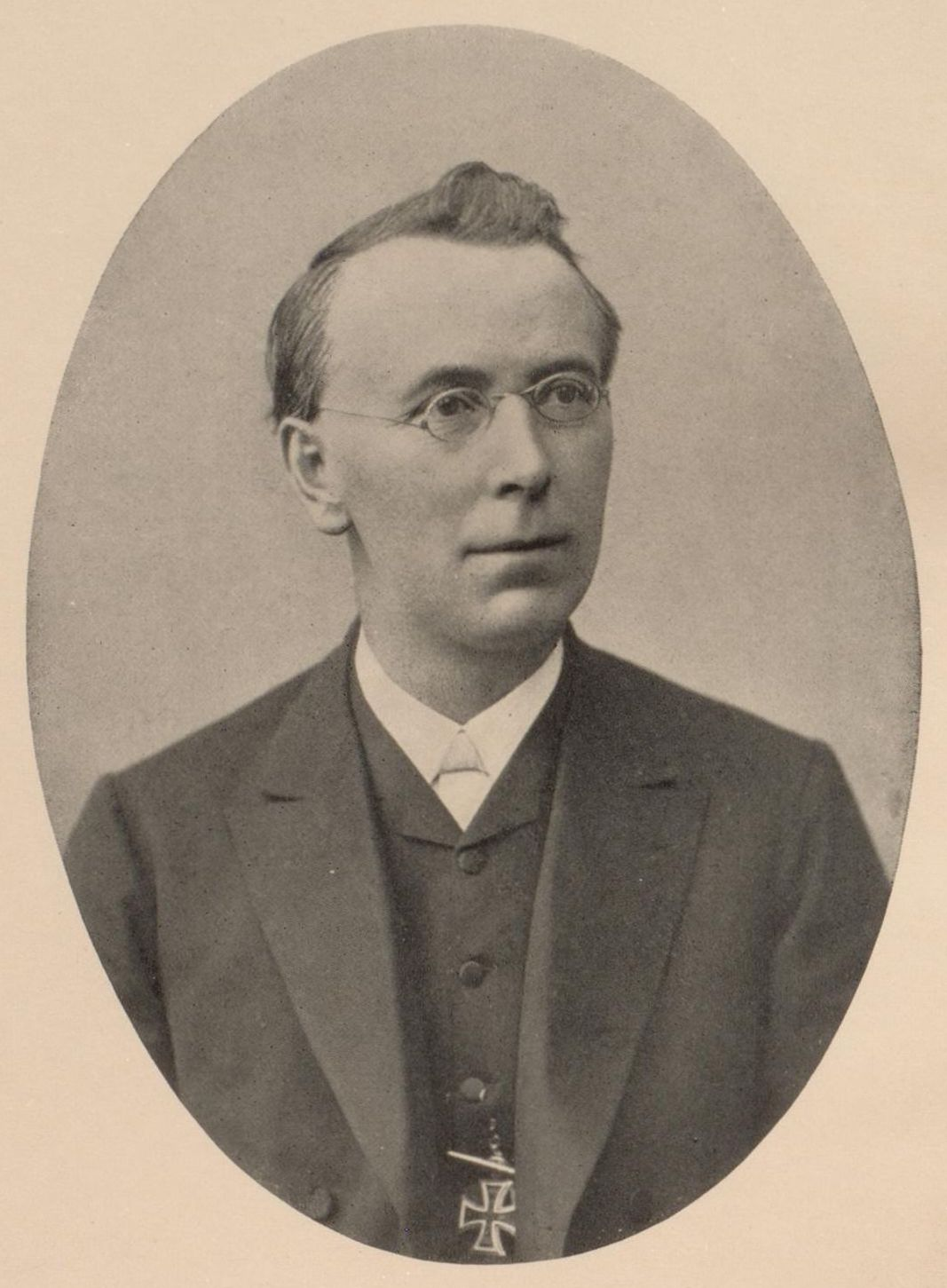
Porträtfoto von Carl Ninck

Carl Wilhelm Theodor Ninck, auch Karl Wilhelm Theodor Ninck, (* 28. Mai 1834 in Staffel; † 17. September 1887 in Hamburg) war ein deutscher evangelisch-lutherischer Theologe und Schriftsteller. 

## Leben und Wirken
Carl Ninck war der Sohn eines Pastors. Nach dem Abitur absolvierte er von 1854 bis 1856 ein Studium der evangelischen Theologie an der Universität Halle und der Universität Erlangen. Insbesondere seine Lehrer August Tholuck und Julius Müller beeinflussten ihn während der Zeit in Halle stark pietistisch. Aber auch die Neulutheraner von Hofmann und Delitzsch in Erlangen prägten ihn. In Erlangen trat er auch dem Theologischen Studenten-Verein bei. Nachdem er 1857 das zweite theologische Examen abgelegt hatte und ordiniert worden war, übernahm Ninck eine Pfarrstelle in Westerburg. Hier rief er eine von ihm unterrichtete Kinderschule ins Leben. Außerdem gründete er einen „Kolportageverein“, der christliche Werke publizierte, die für schulische Zwecke genutzt werden sollten. 1862 heiratete er Anna Klein, mit der er fünf Kinder hatte.
1865 zog Ninck nach Frücht, wo er eine Gemeinde betreute. Während der Kriege 1866 und 1870/71 arbeitete er als Lazarett- und Feldprediger. In seinem Seelsorgebereich kümmerte sich Ninck um arbeits- und obdachlose Handwerker, für die er eine „Arbeiterkolonie“ einrichtete. Besonders hervorzuheben ist das Wirken als ehrenamtlicher Vorstand der diakonischen Anstalt Scheuern bei Nassau. Ninck regte an, die Einrichtung für Behinderte zu erweitern. Während der Planung setzte sich Ninck ausführlich mit seinerzeit angewandten Methoden der Behindertenbetreuung ein. Zu diesem Zweck reiste er durch Deutschland und besuchte mehrere Heime wie die Alsterdorfer Anstalten in Hamburg.
1873 übernahm Ninck eine Pastorenstelle an der St.-Anschar-Kapelle in Hamburg, die als Personalgemeinde eine Art Niederlassung der Michaeliskirche war. Die Gemeinde folgte insbesondere den Vorstellungen der Inneren Mission und der Gemeinschaftsbewegung und setzte sich für soziale Belange ein. Ninck arbeitete hier zunächst äußerst erfolgreich als Schriftsteller. Ab 1873 gab er, in der Nachfolge von Gustav Heinrich Behn, das Blatt Der Nachbar Hamburg. Ein christliches Volksblatt für Stadt und Land heraus, das insbesondere die Thesen der Inneren Mission bekanntmachen wollte. Die Auflage stieg bis 1887 auf 89.000. Ab 1874 redigierte er auch die Schriften der Niedersächsischen Gesellschaft zur Verbreitung christlicher Schriften, die 1886 135 Werke veröffentlichte. Außerdem übernahm er die Redaktion der Zeitschrift Der Deutsche Kinderfreund. Das Blatt mit Auflagen von bis zu 16.000 Exemplaren enthielt Beiträge, die Belletristik, historische und geografische Themen behandelten sowie Märchen und Rätsel.
Ninck gründete in Hamburg mehrere diakonische und soziale Einrichtungen. In der Anfangszeit arbeitete er recht unorganisiert zumeist im Bereich der Krankenpflege. Dabei halfen ihm ehrenamtliche Mitarbeiter. Sein Ziel im Sinne von „Aus der Gemeinde – für die Gemeinde“ war, ein umfassenden Netzwerk der Nachbarschaftshilfe einzurichten. 1881 konnte das Diakonissenhaus Bethlehem eröffnet werden, das ein Jahr später um eine Krankenstation erweitert wurde. Spender übernahmen die Kosten für die Einrichtung auf dem Anscharplatz nahe der Kirche. Hieraus entstand nach dem Tod Nincks 1891 ein selbstständiges Diakonissen-Mutterhaus mit nahezu 100 Diakonissen.
Ninck rief zahlreiche wohltätige Einrichtungen ins Leben. 1882 richtete er auf Gut Soltow in Mecklenburg das „Asyl für Trunksüchtige“ ein. Es handelte sich dabei um die zweite derartige Institution in Deutschland. Emilie Jenisch stiftete ein Grundstück an der Martinistraße in Hamburg-Eppendorf, auf dem 1886 mehrere Heime entstanden. Neben einem Heim für „gefährdete Mädchen“, einem „Kastanienhof“ für verwahrloste Mädchen zwischen sechs und vierzehn Jahren, einem Alten- und Pflegeheim mit 60 Betten für ältere Frauen entstand das Wohnheim „Bethanien“ für 15 Schwestern. Ab 1885 arbeitete er in einer von Wilhelm Baur gegründeten Einrichtung mit, die Prostituierten Hilfe bot. 1885 unternahm er eine Reise durch Skandinavien, während der er auch Norwegen besuchte. Dort kam ihm der Gedanke, Hilfseinrichtungen für Seefahrer in deutschen Hafenstädten einzurichten. Kurz vor seinem Tod eröffnete am 1. Mai 1887 ein Seemannsheim am Hamburger Pinnasberg.
Von Februar bis April 1884 reiste Ninck gemeinsam mit Freunden durch den Orient. Hierzu verfasste er den Reisebericht Auf biblischen Pfaden. Reisebilder aus Aegypten, Palästina, Syrien, Kleinasien, Griechenland und der Türkei. Das 1885 publizierte Werk erschien bis 1926 in acht Auflagen. Die insgesamt 42.000 Exemplare machten Ninck weithin bekannt.

## Werke
- Auf biblischen Pfaden. Reisebilder aus Aegypten, Palästina, Syrien, Kleinasien, Griechenland und der Türkei. 1885
- Predigten. Hamburg: Verlag der Evangelischen Buchhandlung der Niedersächsischen Gesellschaft 1888